# Belitsa (obchtina)
Obchtina Bélitsa (en bulgare Община Белица) est une municipalité située en Bulgarie, dans l'oblast de Blagoévgrad.

## Géographie
La municipalité de Bélitsa est située dans le sud-ouest de la Bulgarie, à environ 160 km au sud de la capitale Sofia. Son chef-lieu et seule localité est le village d'Bélitsa.
Elle est située dans une petite vallée de montagne et s'étend sur les pentes sud du massif du Rila et l'extrémité nord-ouest du massif des Rhodopes.

## Administration
La municipalité Bélitsa comprend 1 ville et 11 villages :
| Lovalité                      | Superficie (km²) | Population |
| ----------------------------- | ---------------- | ---------- |
| Bélitsa (Белица)              | 72,923           | 3023       |
| Babyak (Бабяк)                | 16,759           | 700        |
| Dagonovo (Дагоново)           | 15,802           | 750        |
| Gorno Kraychté (Горно Краище) | 6,159            | 1229       |
| Galabovo (Гълъбово)           | 4,471            | 27         |
| Kraishte (Краище)             | 10,523           | 2445       |
| Kuzyovo (Кузьово)             | 14,548           | 250        |
| Lyutovo (Лютово)              | 5,477            | 196        |
| Ortsévo (Орцево)              | 15,146           | 128        |
| Palatik (Палатик)             | 22,313           | 203        |
| Tchéréchovo (Черешово)        | 9,335            | 190        |
| Zlataritsa (Златарица)        | 34,021           | 65         |
| Total                         | 227,477          | 9206       |

## Culture
La municipalité est célèbre pour le Parc des ours dansants, l'une des plus grandes structures d'accueil pour les ours en Europe, fondé en 2004 grâce à l'association autrichienne Vier Pfoten et à la Fondation Brigitte-Bardot.

## Galerie de photographies

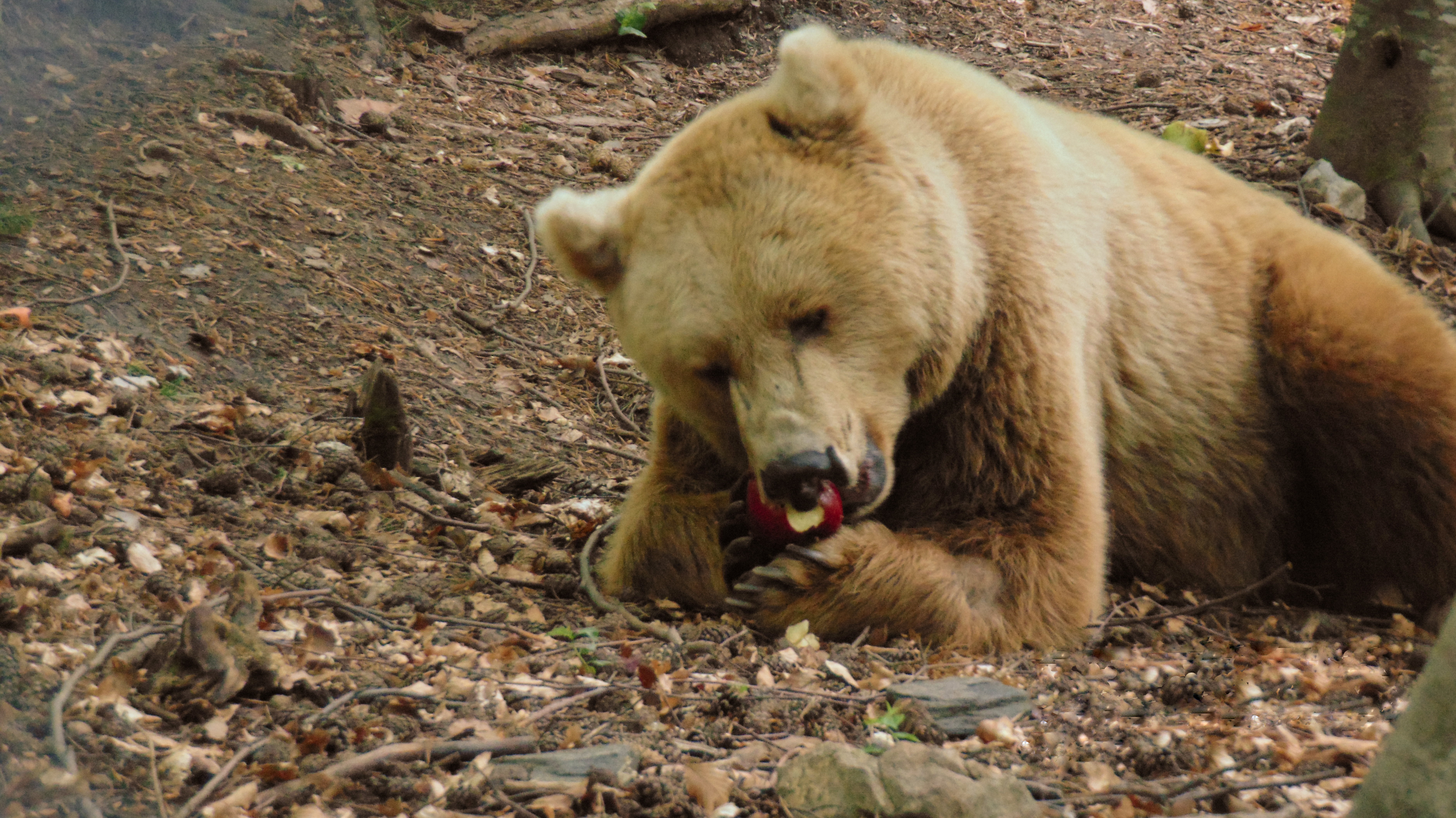
Ours dans le Parc des ourses dansants
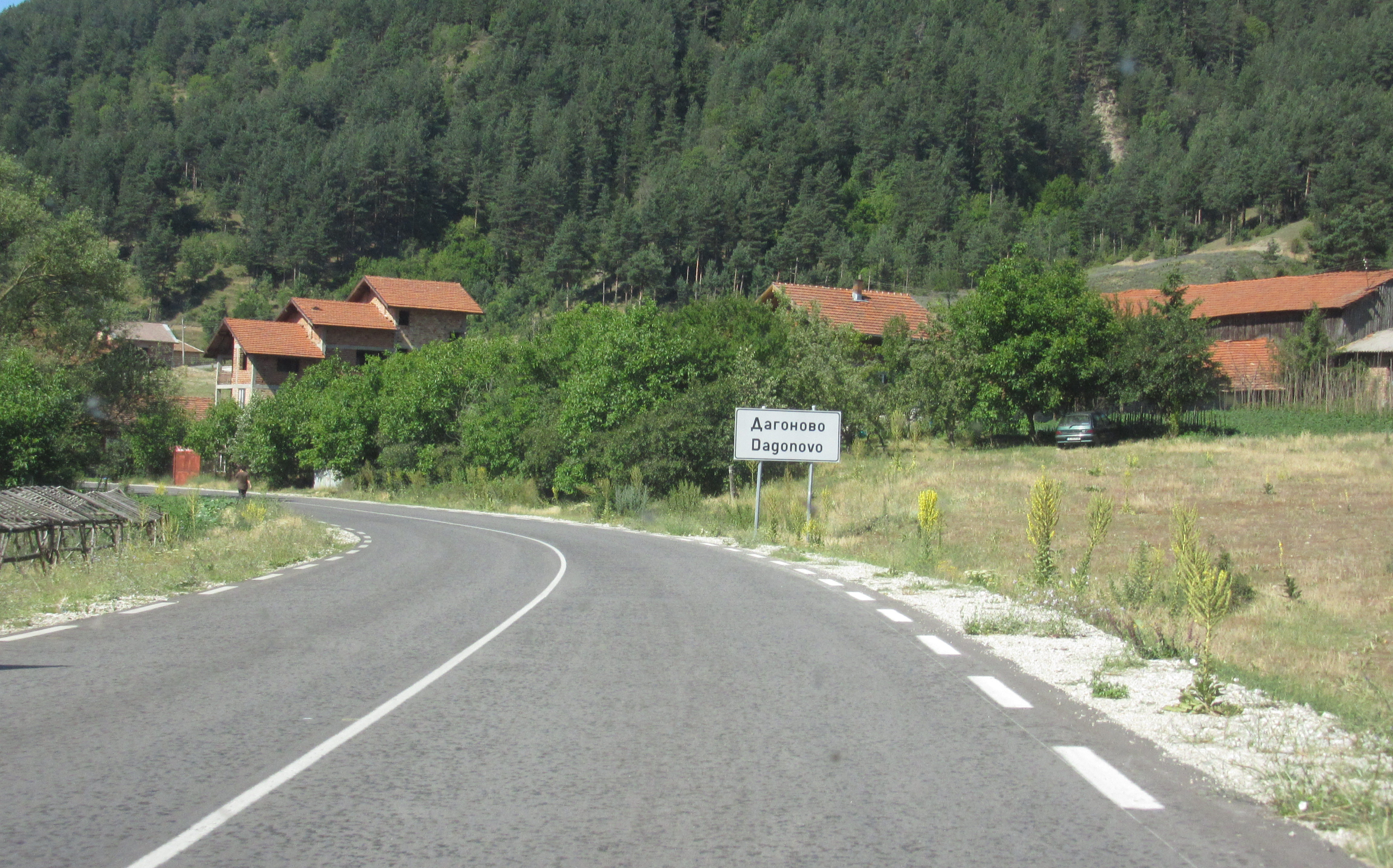
L'entrée du village de Dagonovo
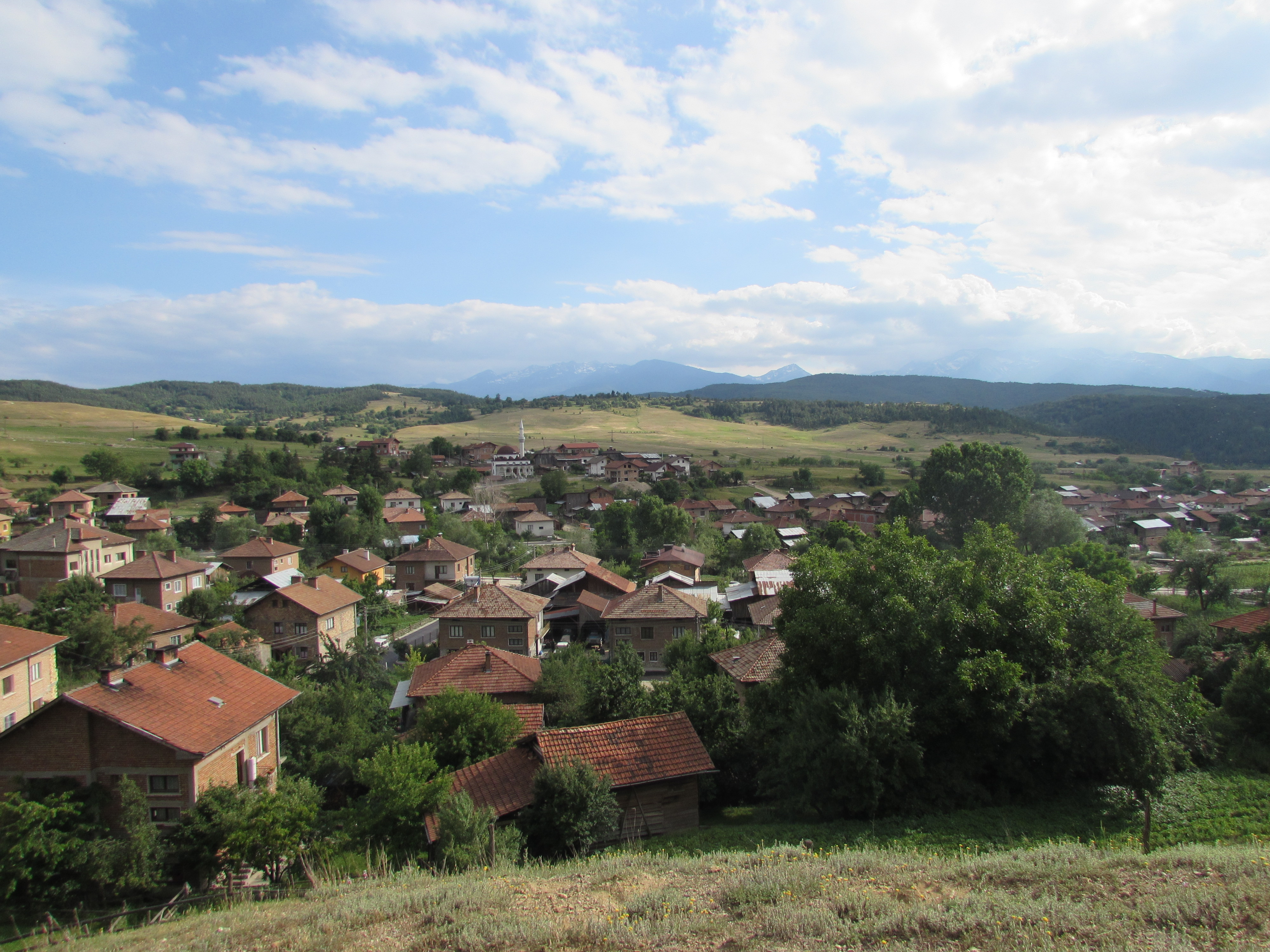
Vue panoramique de Gorno Kraychté
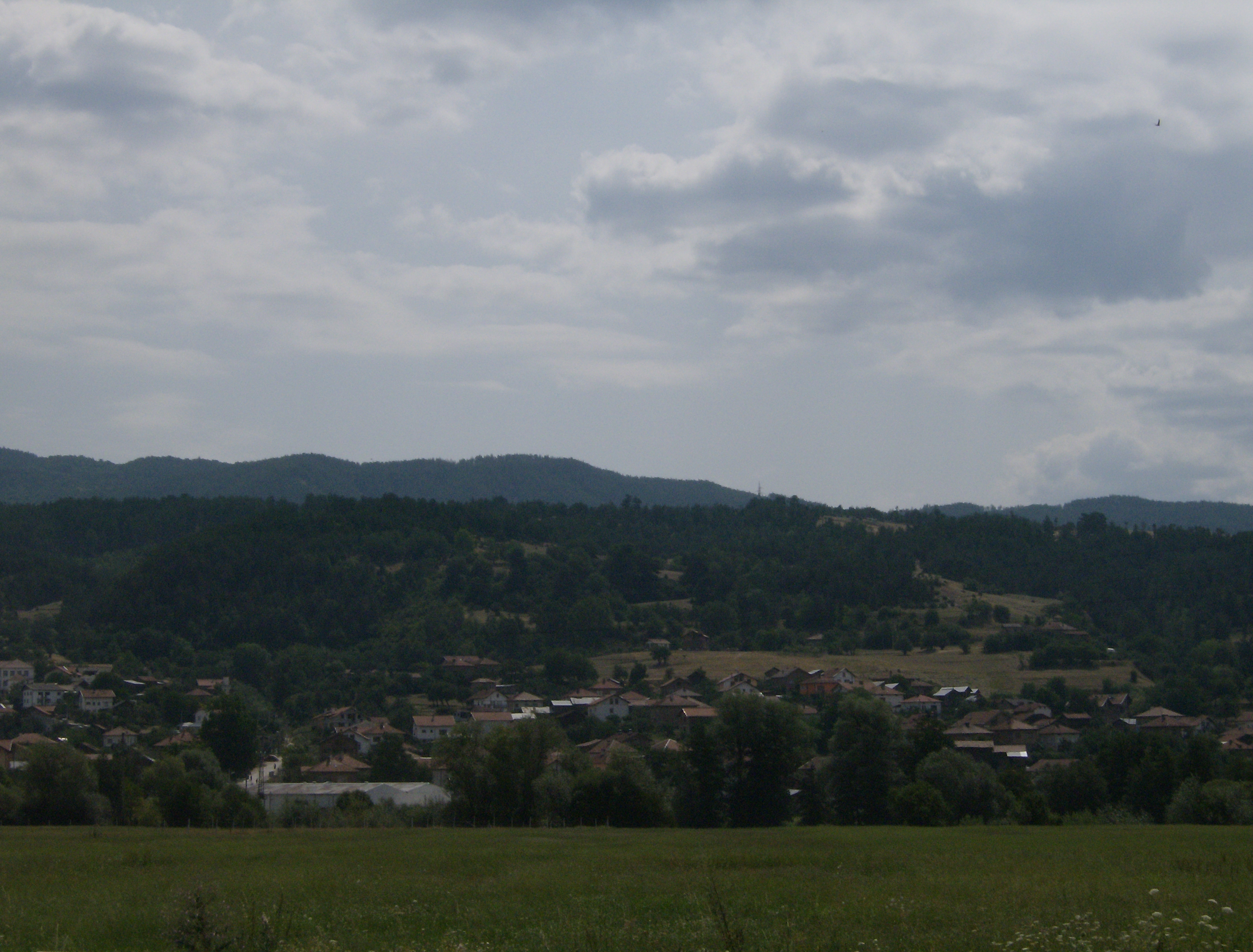
Vue panoramique de Kraychté
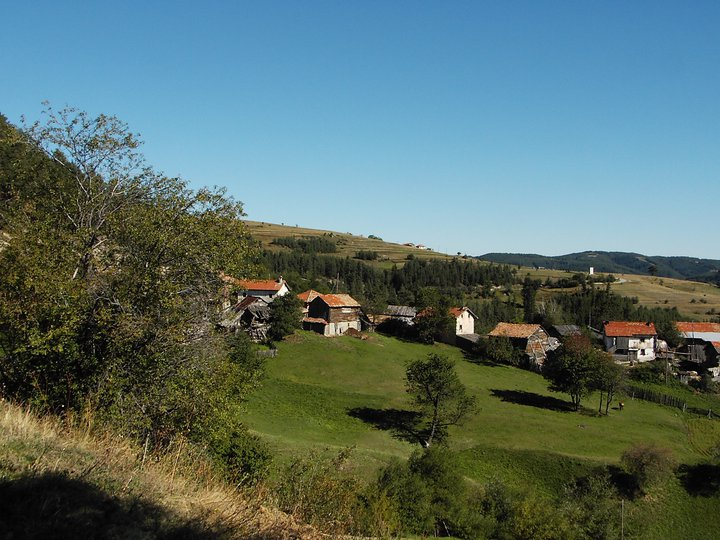
Vue panoramique d'Otsévo